# Paradoxo de Fermi

Representação gráfica da Mensagem de Arecibo, a primeira tentativa da humanidade de usar ondas de rádio para comunicar sua existência à civilizações extraterrestres

Paradoxo de Fermi é a aparente contradição entre as altas estimativas de probabilidade de existência de civilizações extraterrestres e a falta de evidências para, ou contato com, tais civilizações.
A idade do universo e seu vasto número de estrelas sugerem que, se a Terra é um planeta típico, então vida extraterrestre deveria ser comum. Um exame mais detalhado das implicações deste tópico começou com um artigo de Michael H. Hart em 1975, no que é, às vezes, referenciado como paradoxo de Fermi-Hart.  Outros nomes comuns para o mesmo fenômeno são a questão de Fermi ("onde eles estão"), o Problema de Fermi, o Grande Silêncio e silentium universi (Latin para "o silêncio do universo"; apesar de errada, a forma "silencium universi" também é comum).
O paradoxo é nomeado em honra do físico Enrico Fermi, mas Fermi nunca fez tal afirmação. Em verdade, ele estava discutindo com colegas, Emil Konopinski, Edward Teller, e Herbert York, sobre uma caricatura no The New Yorker mostrando alegres extraterrestres emergindo de um disco voador transportando latas de lixo roubadas das ruas de Nova York, e Fermi perguntou "Onde está todo mundo?" Ele estava se referindo ao fato de que eles não tinham visto nenhuma nave alienígena, e a conversa se voltou para a viabilidade de viagens interestelares. Ele nunca questionou por que, se um grande número de civilizações extraterrestres avançadas existem na nossa galáxia, não se veem evidências como espaçonaves ou sondas. Isto foi citado pelo senador William Proxmire como uma razão para matar o programa SETI da NASA em 1981.
Houve tentativas de resolver o paradoxo de Fermi tentando-se localizar evidências de civilizações extraterrestres, bem como propostas de que tal vida poderia existir sem o conhecimento humano. Argumentos contrários sugerem que a vida extraterrestre inteligente não existe, ou ocorre tão raramente que os humanos dificilmente farão contato com ela. A partir de Hart, muito esforço foi feito no desenvolvimento de teorias científicas e modelos possíveis sobre a vida extraterrestre, e o paradoxo de Fermi se tornou um ponto de referência teórica em muitos desses trabalhos.

## Base
O paradoxo de Fermi é um conflito entre um argumento de escala e probabilidade e a falta de evidências. Uma definição mais completa poderia ser apresentada como:
O aparente tamanho e idade do universo sugerem que muitas civilizações extraterrestres tecnologicamente avançadas deveriam existir.
 Entretanto, esta hipótese parece inconsistente com a falta de evidência observacional para suportá-la.
O primeiro aspecto do paradoxo, "o argumento de escala", é uma função dos números envolvidos: há aproximadamente 200-400 bilhões (2 - 4 x 1011) de estrelas na Via Láctea e 70 sextilhões (7 × 1022) no universo visível. Mesmo que a vida inteligente ocorra em uma minúscula porcentagem de planetas, ainda haveria um grande número de civilizações existentes na Via Láctea. Este argumento também assume o princípio da mediocridade, que afirma que a Terra não é especial, mas simplesmente um planeta típico, submetido às mesmas leis, efeitos e resultados prováveis que qualquer outro planeta.
A segunda pedra angular do paradoxo é uma resposta ao argumento de escala: dada a capacidade da vida inteligente de superar a escassez e sua tendência a colonizar novos habitats, parece provável que pelo menos algumas civilizações seriam tecnologicamente avançadas, procurariam por mais recursos no espaço e então colonizariam primeiro seu próprio sistema estelar e, posteriormente, os sistemas em seu entorno. Como não há provas conclusivas ou certificáveis da existência de outras formas de vida inteligente mesmo após 13,7 bilhões de anos de história do universo, várias hipóteses foram feitas na tentativa de explicar a questão. Pode ser que a vida inteligente seja mais rara do que se pensa ou mesmo que nossas suposições sobre o comportamento geral das espécies inteligentes sejam erradas.
O paradoxo de Fermi pode ser perguntado de dois jeitos. O primeiro é: "Por que não há presença de alienígenas nem de seus artefatos aqui?", se viagem interestelar for possível então, mesmo com a tecnologia presente na Terra, seriam precisos de 5 a 50 milhões de anos para colonizar a galáxia. Esta é uma quantidade de tempo relativamente pequena em uma escala geológica, ainda mais em uma escala cosmológica. Já que há muitas estrelas mais velhas do que o Sol, ou já que vida inteligente poderia ter se desenvolvido mais cedo em outro lugar, alguém poderia se perguntar por que a galáxia ainda não foi colonizada. Mesmo que a colonização seja impraticável ou indesejável para todas as civilizações alienígenas, exploração em larga escala da galáxia ainda é possível; os meios de exploração e sondas teóricas são discutidos extensivamente abaixo. Entretanto, nenhum sinal de colonização ou exploração foi confirmado.
O argumento acima pode não ser verdadeiro para o universo como um todo já que o tempo de viagem pode explicar a falta de presença física na Terra de vida extraterrestre de galáxias distantes. Entretanto, a questão então se torna: "Por que nós não vemos nenhum sinal de vida extraterrestre inteligente?". Já que uma civilização suficientemente avançada poderia ser potencialmente observada por uma significante fração do universo observável. Mesmo que tais civilizações sejam raras, o argumento da escala indica que elas deveriam existir em algum lugar em algum momento da história do universo, e já que elas seriam observadas de uma grande distância por um período considerável de tempo, vários lugares potenciais para sua origem estariam no nosso alcance de observação. Entretanto, nenhum sinal incontestável da existência de tais civilizações foi detectado.
Não se sabe qual versão do paradoxo é a mais forte.

## Nome
Em 1950, enquanto trabalhava no Laboratório Nacional de Los Alamos, o físico Enrico Fermi teve uma discussão casual enquanto caminhava para o almoço com seus colegas Emil Konopinski, Edward Teller e Herbert York. Eles discutiam uma recente onda de avistamento de OVNIs e uma caricatura de Alan Dunn grotescamente culpando o desaparecimento de latas de lixo municipal em saqueadores alienígenas. Eles tiveram então uma discussão mais séria sobre as chances de humanos observarem um objeto material em velocidade mais rápida que a luz nos próximos dez anos, que Teller considerou como uma em um milhão, mas Fermi pôs como sendo mais perto de uma em dez. A conversa mudou para outros assuntos até o almoço, quando Fermi teria exclamado de repente: "Onde eles estão?" (alternativamente, "Onde está todo mundo?") Um participante recorda que Fermi então começou a fazer uma série de cálculos rápidos (Fermi era conhecido pela sua habilidade de fazer boas estimativas a partir de princípios e dados mínimos, veja problema de Fermi). De acordo com este relato, ele então concluiu que a Terra deveria ter sido visitada há muito tempo e várias vezes.

## Equação de Drake
Enquanto várias teorias e princípios estão relacionados com o paradoxo de Fermi, o mais estreitamente relacionado é a equação de Drake.
A equação foi formulada pelo Dr. Frank Drake em 1961, uma década após as objeções de Fermi, em uma tentativa de encontrar um jeito sistemático para avaliar as numerosas probabilidades envolvidas com a existência ou não de vida alienígena. A equação especulativa fatora: a taxa de formação de estrelas na galáxia; a fração de estrelas com planetas e o número de planetas que são habitáveis; a fração de planetas que desenvolvem vida, a fração de vida inteligente e a fração de vida inteligente que é suficientemente avançada para ser detectada tecnologicamente; e finalmente por quanto tempo essas civilizações são detectáveis. O maior problema dessa equação é que os últimos quatro termos (fração de planetas com vida, chances de que a vida se torne inteligente, chances de que a vida inteligente se torne detectável e quantia de tempo pelo qual elas são detectáveis) são completamente desconhecidos. Apenas tem-se um exemplo, tornando estimativas estatísticas inviáveis, e mesmo o exemplo que nós temos é sujeito a um forte viés antrópico.
Uma outra objeção é a de que a forma da equação de Drake assume que civilizações nascem e morrem dentro de seus sistemas estelares de origem. Se colonização interestelar é possível então esta suposição é inválida e as equações da dinâmica de populações seriam aplicáveis.
A equação de Drake tem sido usada por ambos otimistas e pessimistas com resultados muito diferentes. O dr. Carl Sagan, usando números otimistas, sugeriu um milhão de espécies comunicantes na Via Láctea em 1966, embora ele tenha dito depois que o número real possa ser muito menor. Pessimistas como Frank Tipler e John D Barrow usaram números menores e concluíram que o número médio de civilizações em uma galáxia é muito menor que um. O próprio Frank Drake comentou que a equação de Drake é improvável de resolver o paradoxo de Fermi; é apenas uma maneira de "organizar a ignorância" no assunto.

## Tentativas de solução empírica
Um jeito óbvio de resolver o paradoxo de Fermi seria encontrar evidência conclusiva de inteligêcia extraterrestre. Vários esforços para encontrar tais evidências foram feitos desde 1960. Como seres humanos ainda não possuem capacidade de viagem interestelar, tais buscas estão sendo realizadas remotamente a grandes distâncias e dependem da análise de evidências muito sutis. Isto limita as possíveis descobertas para civilizações que alteram seu ambiente de maneira detectável ou que produzem efeitos que podem ser observados à distância, como emissões de rádio. É improvável que civilizações não tecnológicas sejam detectadas da Terra em um futuro próximo.
Uma das dificuldades na busca é evitar um ponto de vista exageradamente antropocêntrico. Hipóteses sobre o tipo de evidência provável a ser encontrado geralmente se focam nos tipos de atividades que a humanidade já realizou, ou que provavelmente realizaria com acesso a uma tecnologia mais avançada. Extraterrestres inteligentes podem evitar estas atividades "esperadas" ou realizar atividades totalmente desconhecidas dos humanos.

### Astronomia convencional e SETI
Há dois modos pelos quais a astronomia pode encontrar evidências de uma civilização extraterrestre. Um é que astrônomos convencionais, estudando estrelas, planetas e galáxias, possam observar por acaso algum fenômeno que não pode ser explicado sem se supor uma civilização inteligente como fonte. Houve suspeitas do caso várias vezes. Os pulsares, quando descobertos, foram primeiramente chamados de LGMs (sigla em inglês para Pequeno Homem Verde), devido à repetição precisa de seus pulsos (que rivalizam os melhores relógios atômicos). Do mesmo modo, galáxias Seyfert eram suspeitas de ser acidentes industriais pois sua enorme e dirigida produção de energia não possuía explicação inicial. Eventualmente, explicações naturais que não envolviam vida inteligente foram encontradas para todas as observações do tipo até hoje. Especificamente, pulsares são agora atribuídos a estrelas de nêutrons e galáxias Seyfert ao crescimento de massivos buraco-negros, mas a possibilidade de descobertas permanece.
O outro modo pelo qual astronomia convencional pode resolver o paradoxo de Fermi é através de uma busca especificamente dedicada a encontrar evidências de vida.

### Emissões de rádio

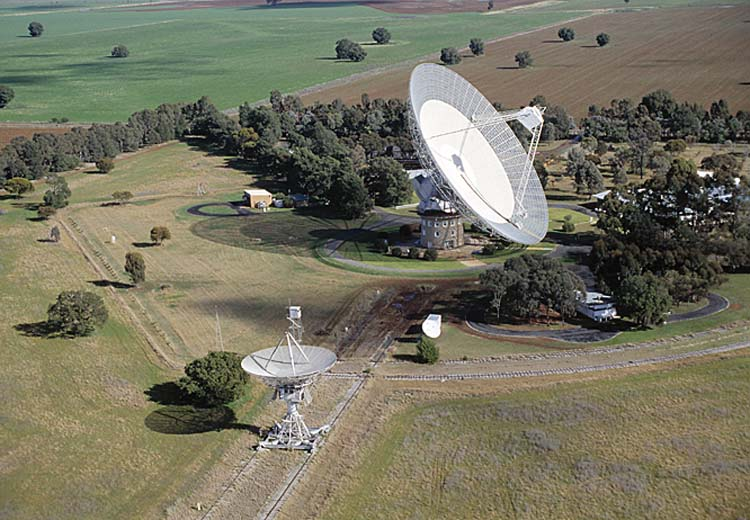
Radiotelescópios são geralmente utilizados por projetos SETI

Tecnologia de rádio e a capacidade de construir um radiotelescópio são supostamente um avanço natural para espécies tecnológicas, teoricamente criando efeitos que podem ser detectados em distâncias interestelares.
Observadores sensíveis do sistema solar, por exemplo, notariam ondas de rádio incomumente altas para uma estrela G2 devido às transmissões de telecomunicações e televisão provenientes da Terra. Na ausência de uma causa natural aparente, observadores extraterrestres poderiam inferir a existência de uma civilização alienígena.
Portanto, a cuidadosa busca de emissões de rádio oriundas do espaço por sinais não naturais pode levar à detecção de civilizações alienígenas. Tais sinais poderiam ser subprodutos "acidentais" de uma civilização ou tentativas deliberadas de comunicação, como a mensagem de Arecibo. Um número de astrônomos e observatórios tem tentado detectar tal presença, principalmente através da organização SETI, embora outras abordagens, como Optical SETI, também existam.
Várias décadas de análise não revelaram nenhuma estrela de sequência principal com emissões de rádio incomumente altas ou significativas, embora vários sinais promissores tenham sido encontrados. Em 15 de agosto de 1977, o "Sinal Wow!" foi colhido pelo radiotelescópio The Big Ear. O Big Ear, entretanto, só olha cada ponto no céu uma vez a cada 72 segundos e re-exames do mesmo ponto não encontraram nada. Em 2003 a fonte de rádio SHGb02+14a foi isolada pela análise do SETI@HOME, embora tenha sido largamente descartada por estudos posteriores. Há vários pressupostos técnicos por trás do SETI que podem fazer com que os seres humanos percam emissões de rádio usando as técnicas de busca atuais; estes pressupostos são discutidos abaixo.

### Observação planetária direta

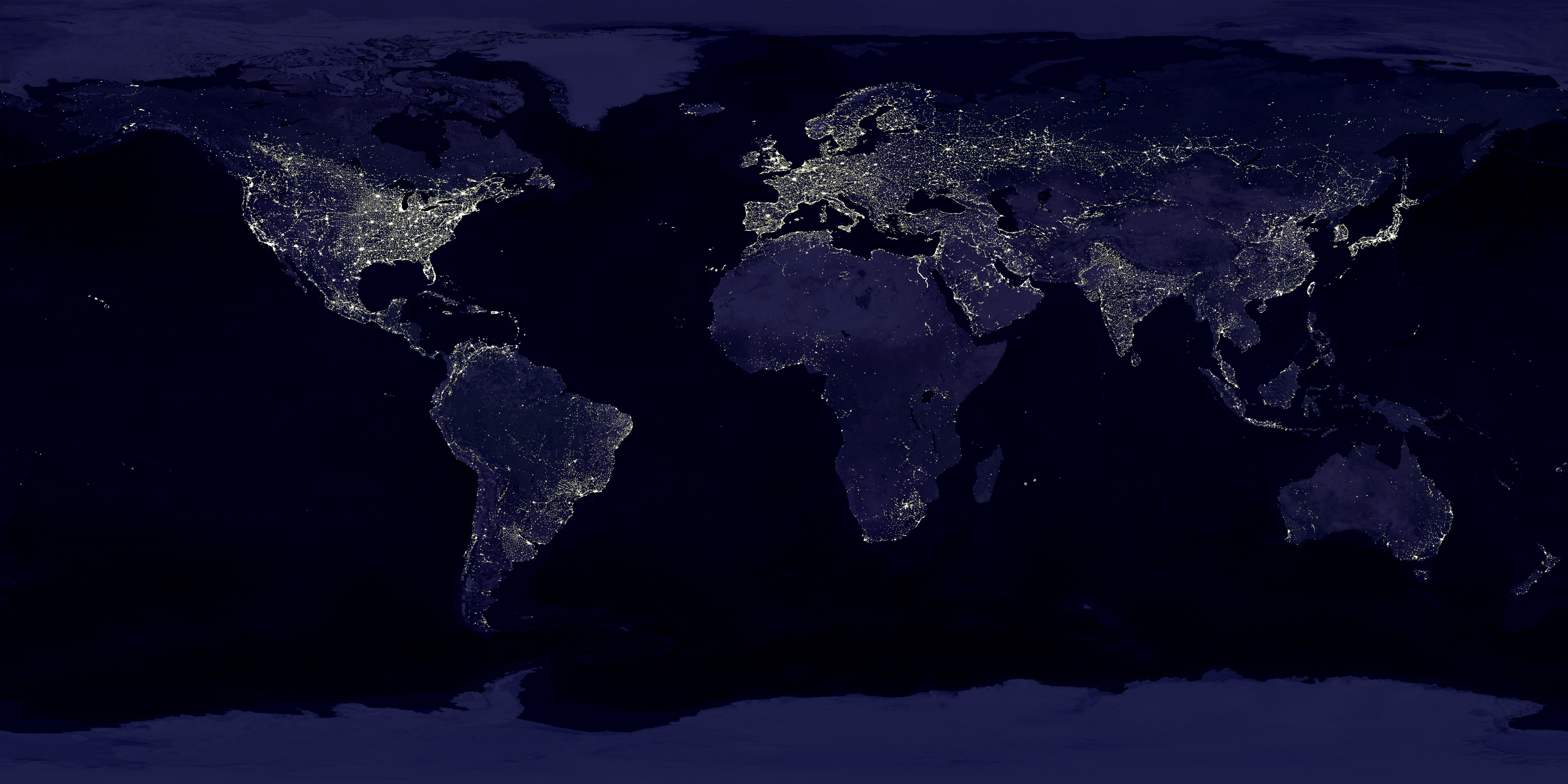
Imagem composta da Terra à noite, criada com dados do Defense Meteorological Satellite Program. A civilização humana é detectável do espaço.

Detecção e classificação de exoplanetas surgiu devido a refinamentos recentes nas análises e instrumentos da astronomia convencional. Embora este seja um novo campo na astronomia - o primeiro artigo publicado afirmando a descoberta de um exoplaneta foi lançado em 1989 - é possível que planetas provavelmente aptos a suportar vida serão encontrados no futuro próximo.
Evidência direta para a existência de vida pode ser eventualmente observável, tal como a detecção de gases de assinatura biótica (como metano e oxigênio) — ou mesmo a poluição do ar industrial e uma civilização tecnologicamente avançada - na atmosfera de um exoplaneta através de análise espectroscópica. Com melhorias nas nossas capacidades observacionais pode ser possível detectar evidência direta como a que a humanidade produz (veja à direita).
Entretanto, exoplanetas são raramente observados diretamente (a primeira ocorrência foi em 2004)); ao contrário, a existência deles é geralmente inferida pelos efeitos que eles causam nas estrelas em que orbitam. Isso significa que geralmente apenas a massa e a órbita de um exoplaneta pode ser deduzida. Essa informação, junto com a classificação estelar da sua estrela e suposições sobre sua composição (geralmente baseadas na massa do planeta e sua distância da estrela), permite apenas uma estimativa grosseira do ambiente planetário.
Antes de 2009, métodos de detecção de exoplanetas não eram passíveis de detectar planetas parecidos com a Terra. Métodos como microlente gravitacional podem detectar a presença de "planetas" pequenos, potencialmente até menores que a Terra, mas podem apenas detectá-los durante momentos muito breves e a confirmação não é possível. Outros métodos como velocidade radial, astrometria, e o método de trânsito permitem observações prolongadas dos efeitos dos exoplanetas, mas apenas com planetas que tem muitas vezes a massa da Terra, pelo menos quando performados enquanto olhando através da atmosfera. Estes planetas são candidatos improváveis para abrigar formas de vida parecidas com à da Terra. Entretanto, detecção e classificação de exoplanetas é uma sub-disciplina muito ativa da astronomia, com 424 exoplanetas sendo detectados entre 1988 e 2010, e a primeira descoberta de um planeta telúrico localizado dentro da zona habitável de uma estrela ocorrendo em 2007. Novas melhorias nos métodos de detecção de exoplanetas e o uso de métodos já existente a partir do espaço (como a missão Kepler,lançada em 2009) são esperados detectar e categorizar planetas com o tamanho aproximado da Terra, e determinar se eles estão dentro da zona habitável de suas estrelas. Tais melhorias observacionais devem nos permitir calcular o quão comum são os planetas potencialmente habitáveis. Usando métodos como a equação de Drake com estes dados pode nos dar uma ideia muito melhor de quão comum a vida no universo deve ser; isto teria uma profunda influência sobre as expectativas subjacentes ao paradoxo de Fermi.

### Estruturas alienígenas teóricas

#### Sondas, colônias e outras estruturas
Como observado, dado o tamanho e idade do universo, e a relativa rapidez com a qual vida inteligente pode se dispersar, evidências de colonização alienígena podem ser possivelmente descobertas. Evidências de exploração sem a presença de vida extraterrestre, como sondas e dispositivos de coleta de dados, também podem esperar descoberta.
Algumas técnicas de exploração teóricas como a sonda de Von Neumann (um dispositivo auto-replicante) poderiam explorar exaustivamente uma galáxia do tamanho da Via Láctea em meio milhão de anos, com um investimento em materiais e energia relativamente menores. Mesmo que apenas uma civilização na Via Láctea tente esse feito, tais sondas poderiam se espalhar pela galáxia inteira. Se tais evidências puderem ser encontradas no Sistema Solar uma locação provável seria a cintura de asteroides, onde a matéria-prima é abundante e de fácil acesso.
Outra possibilidade de contato com uma sonda alienígena - uma que procure ativamente por sinais de civilizações - seria a sonda de Bracewell. Tal dispositivo seria uma sonda autônoma com o objetivo de procurar e se comunicar com civilizações alienígenas (ao contrário das sondas de Von Neumann que são geralmente descritas como sendo puramente exploratórias). Estas sondas foram propostas como alternativas a uma lenta comunicação à velocidade da luz entre civilizações muito distantes. Ao invés de suportar os longos atrasos que um diálogo por rádio sofreria, uma sonda alojando inteligência artificial poderia procurar uma civilização alienígena e começar um diálogo a curta distância com a civilização encontrada. As descobertas da sonda ainda teriam que ser enviadas à civilização de origem mas a coleta de dados com a civilização encontrada seria feita em tempo real.
Desde a década de 50, exploração direta foi realizada em uma pequena fração do sistema solar e nenhuma evidência de que já tenha sido visitado por colonizadores ou sondas extraterrestres foi encontrada. Exploração detalhada de áreas do sistema solar onde recursos são abundantes, como asteroides, o cinturão de Kuiper, a nuvem de Oort e os sistemas de anéis planetários podem, teoricamente, ter maiores chances de encontrar evidências de exploração alienígena. Essas regiões, entretanto, são amplas e difíceis de investigar. Houve esforços prévios nessa direção, na forma dos projetos SETA e SETV de busca por evidências de visita extraterrestre dentro do próprio sistema solar. Houve, também, tentativas de sinalizar, atrair ou ativar sondas de Bracewell na vizinhança local da Terra, incluindo pelos cientistas Robert Freitas e Francisco Valdes. Muitos dos projetos que se enquadram nesta categoria são considerados ciência "marginal" por astrônomos e nenhum dos projetos localizou qualquer artefato ou estrutura.
Mesmo que artefatos alienígenas sejam encontrados eles podem não ser reconhecidos como tal. Os produtos de uma mente alienígena e uma tecnologia alienígena avançada podem não ser perceptíveis ou reconhecidos como construções artificiais. Dispositivos exploratórios na forma de formas de vida transgênica através de biologia sintética provavelmente se desintegrariam após algum momento, deixando nenhuma evidência; um sistema de coleta de dados alienígena baseado em nanotecnologia molecular poderia estar ao nosso redor neste exato momento, completamente indetectado. O mesmo seria verdadeiro para possíveis civilizações que escondam suas investigações, por razões descritas mais abaixo neste artigo. A terceira lei de Clarke sugere que uma civilização alienígena muito mais avançada poderia usar meios de investigação ainda não concebíveis pelos humanos.

#### Estruturas avançadas de escala estelar

Uma variante da especulativa esfera de Dyson. Estruturas de grande escala como esta alterariam drasticamente o espectro de uma estrela.

Em 1959, Freeman Dyson observou que civilizações humanas em desenvolvimento constantemente aumentam seu consumo de energia e, teoricamente, uma civilização de idade suficiente iria precisar de toda a energia produzida pela sua estrela. A esfera de Dyson foi um experimento mental que ele supôs como uma possível solução: uma concha ou nuvem de objetos circulando uma estrela para captar o máximo possível de sua energia. Tal feito da astroengenharia iria alterar drasticamente o espectro observável da estrela envolvida, mudando a sua linha de emissão normal de atmosfera estelar para a de um corpo negro, provavelmente com um pico no infravermelho. Dyson especulou que civilizações alienígenas avançadas poderiam ser encontradas examinando-se o espectro das estrelas, à procura de tal alteração.
Desde então, várias outras megaestruturas de escala estelar teóricas foram propostas, mas a ideia central permanece a de que uma civilização altamente avançada - tipo II ou maior na escala de Kardashev - poderia alterar seu ambiente de forma suficiente para ser detectável de distâncias interestelares.
Entretanto, tais construções podem ser mais difíceis de se detectar do que se pensava originalmente. Esferas de Dyson podem ter espectros de emissão diferentes dependendo do ambiente interno desejado; vida baseada em reações de alta temperatura podem necessitar de um ambiente de alta temperatura, gerando "radiação residual" no espectro visível, não no infravermelho. Adicionalmente, foi proposta uma variante da esfera de Dyson que seria dificilmente observada a grandes distâncias; um cérebro Matrioshka é formado por uma série de esferas concêntricas, cada uma radiando menos energia por área do que sua vizinha interna. A esfera externa da estrutura poderia estar com temperatura próxima à da radiação de fundo interestelar, e portanto, se tornar praticamente invisível.
Houve tentativas prévias de localizar evidências de uma esfera de Dyson ou outros artefatos de tipo II ou tipo III na escala de Kardashev que alterariam o espectro de suas estrelas. Estas inspeções ainda não localizaram nenhuma evidência. Similarmente, observação direta de milhares de galáxias não mostraram evidência explícita de construções ou modificações artificiais.

## Explicações teóricas para o paradoxo
Certos teóricos acreditam que a aparente ausência de evidência prova a ausência de extraterrestres e tentam explicar o por que. Outros oferecem possíveis cenários em que o "silêncio" pode ser explicado sem descartar a possibilidade de vida extraterrestre, incluindo suposições sobre o comportamento e tecnologia alienígenas. Cada uma dessas explicações hipotéticas é essencialmente um argumento para a diminuição do valor de um ou mais termos da equação de Drake. Os argumentos não são, em geral, mutualmente exclusivos:. Duas ou mais hipóteses poderiam ser válidas ao mesmo tempo.

### Poucas civilizações existem atualmente
Uma possível explicação é a de que a humanidade é a única (ou perto disso) da galáxia. Muitas teorias deste tipo foram propostas, explicando porque a vida inteligente pode ser rara ou de vida curta. As implicações dessas hipóteses são examinadas como o Grande Filtro.

#### Não houve o surgimento de nenhuma outra civilização
Aqueles que acreditam que a vida extraterrestre inteligente não existe argumentam que as condições necessárias para a vida - ou pelo menos vida complexa - evoluir são raras, ou mesmo presentes apenas na Terra. Esta é conhecida como a hipótese da Terra Rara, que tenta resolver o paradoxo de Fermi rejeitando o princípio da mediocridade, e afirmando que a Terra não é típica, mas incomum ou até mesmo única. Enquanto a ideia de que há uma única Terra tem sido historicamente aceita em discussões filosóficas e religiosas, a hipótese da Terra Rara utiliza argumentos estatísticos e quantificáveis para argumentar que vida multicelular é extremamente rara no universo, pois planetas parecidos com a Terra são extremamente raros ou muitas coincidências improváveis convergiram para tornar a vida complexa na Terra possível. É possível que vida complexa evolua através de mecanismos diferentes daqueles encontrados especificamente na Terra, mas o fato de que durante a história da vida na Terra apenas uma espécie desenvolveu uma civilização capaz de viagens espaciais e tecnologia de rádio; ou mais basicamente, ideias abstratas tais como música, arte ou religião dão maior credibilidade à ideia de que civilizações tecnologicamente avançadas são raras no universo.
Por exemplo, o aparecimento de inteligência pode ter sido um acidente evolucionário. Geoffrey Miller sugeriu que a inteligência humana é o resultado de uma seleção sexual bem sucedida, que toma rumos imprevisíveis. Steven Pinker, em seu livro Como a mente funciona, alerta que a ideia de que a evolução da vida (uma vez que tenha atingido uma certa complexidade mínima) é obrigada a produzir criaturas inteligentes, se baseia na falácia da "escada de evolução": Como a evolução não se esforça por um objetivo mas apenas acontece, ela usa a adaptação mais útil para um certo nicho ecológico, e o fato que, na Terra, ela levou a uma inteligência capaz de linguagem apenas uma vez, sugere que essa adaptação é raramente uma boa escolha e portanto não é, de nenhum modo, um  ponto necessário na evolução de uma árvore da vida.
Outra teoria deste tipo é a de que mesmo que as condições necessárias para a vida sejam comuns no universo, o fenômeno de formação da vida, um complexo conjunto de moléculas capazes de se reproduzir, de extrair componentes básicos do ambiente, e de obter energia em uma forma que possa ser utilizada para manter a reação, pode ser muito raro.
Adicionalmente, no percurso não direcional que levou da forma de vida inicial até os humanos, outros acontecimentos de baixa probabilidade podem ter acontecido, como a transição de células procarióticas para células eucarióticas (com núcleo separado, organelas, especialização, e um citoesqueleto permitindo à célula assumir diferentes formas) e a transição de organismos unicelulares para organismos multicelulares, já que, pela maior parte da história da Terra, houve apenas criaturas unicelulares.
E há vários outros pontos potencialmente importantes como, por exemplo a transição de criaturas aquáticas para criaturas terrestres (que vivem em terra) pode provavelmente depender de um satélite incomumente grande e marés significantes.
Também é possível que inteligência seja comum, mas não civilizações industriais. Por exemplo, a ascensão do industrialismo na Terra foi propiciada pela presença de fontes de energia convenientes, tais como os combustíveis fósseis. Se tais fontes de energia fossem raras ou não existentes em outros lugares, então seria ainda mais difícil para uma espécie inteligente avançar tecnologicamente até o ponto em que nós possamos nos comunicar com eles. Ou, em um planeta aquático, onde as criaturas inteligentes sejam parecidas com golfinhos, seria extremamente difícil acender fogo e forjar metais.
Outra possibilidade é a de que a Terra é o primeiro planeta na Via Láctea onde uma civilização industrial surgiu. Entretanto, críticos notam que muitos planetas parecidos com a Terra foram criados bilhões de anos antes, então esta explicação requer rejeição ao princípio da mediocridade.
Na medida em que a hipótese da Terra Rara privilegia a vida na Terra e os seus processos de formação, ela é uma variante do princípio antrópico. Esta posição filosófica se opõe não apenas o princípio da mediocridade mas também o mais amplo princípio copernicano, que sugere que não há posição privilegiada no universo.
Oponentes rejeitam ambos "Terra Rara" e o princípio antrópico como sendo ambos uma tautologia - Se uma condição deve existir no universo para a vida humana existir, então o universo atende a esta condição, já que a vida humana existe - e um argumento não imaginativo. De acordo com essa análise, a hipótese da Terra Rara confunde uma descrição de como a vida na Terra surgiu com uma conclusão uniforme de como a vida deve surgir. Enquanto a probabilidade das condições específicas na Terra serem amplamente replicadas em outros planetas é baixa, nós não sabemos quais fatores são necessários para que a vida complexa evolua.

#### A vida inteligente tende a se auto-destruir
"Argumento do Juízo Final" descreve que civilizações tecnológicas geralmente, ou invariavelmente, se destroem a si mesmas antes ou pouco depois de desenvolver tecnologias de rádio e viagem espacial. Possíveis meios de aniquilação incluem guerra nuclear, guerra biológica ou contaminação acidental, catástrofe nanotecnológica, experimentos de alta energia, uma super-inteligência mal programada ou uma catástrofe malthusiana após a deterioração da ecosfera de um planeta. Esse tema geral é explorado em ambos, na ficção e em teorizações científicas convencionais. De fato, há argumentos probabilísticos que sugerem que a extinção humana pode ocorrer mais cedo do que tarde. Em 1966, Carl Sagan e Iosif Shklovskii propuseram que civilizações tecnológicas tendem a, ou se auto-destruírem um século após desenvolverem capacidade de comunicação interestelar, ou controlar suas tendências auto-destrutivas e sobreviver por bilhões de anos. A auto-aniquilação também pode ser vista em termos da termodinâmica: na medida em que a vida é um sistema ordenado que pode se auto-sustentar contra a tendência à desordem, a "transmissão externa", ou fase de comunicação interestelar, pode ser o ponto em que o sistema se torna instável e se auto-destrói.
A partir de uma perspectiva darwinística, a auto-destruição seria um resultado paradoxal do sucesso evolucionário. A psicologia evolucionária que se desenvolveu durante a competição por recursos escassos pelo curso da evolução humana tornou as espécies agressivas e dirigidas pelo instinto. Estes fatores compelem a humanidade a consumir recursos, estender sua longevidade e a se reproduzir - em parte, os mesmos motivos que levaram ao desenvolvimento de sociedades tecnológicas. Para alguns cientistas parece provável que a vida inteligente extraterrestre evoluiria de uma maneira parecida e portanto, enfrentaria as mesmas possibilidades de auto-destruição. Mesmo assim, para fornecer uma boa resposta ao paradoxo de Fermi, auto-destruição por espécies tecnológicas teria que ser uma ocorrência quase universal.
Este argumento não requer que as civilizações se destruam completamente mas apenas que se tornem mais uma vez não tecnológicas. Em outras palavras, a espécie poderia persistir e até mesmo prosperar de acordo com padrões evolucionários, que tem como único objetivo gerar descendência - e não o "progresso", seja em termos tecnológicos ou mesmo de inteligência.

#### A vida inteligente tende a destruir as outras
Outra possibilidade é que uma espécie inteligente, além de um certo ponto de capacidade técnica, destruiria as outras espécies inteligentes que encontrasse, como é exemplificado pela proposta exterminação de Neanderthals pelo homem primitivo. A ideia que alguém, ou alguma coisa, está destruindo vida inteligente no universo é bem explorada na ficção científica e a literatura científica. Uma espécie pode empregar a exterminação por motivos expansionistas, paranoia ou simples agressão. Em 1981, o cosmologista Edward Harrison argumentou que tal comportamento seria um ato de prudência: uma espécie inteligente que tenha superado sua própria tendência antidestrutiva pode ver outras espécies inclinadas à expansão galáctica como um tipo de vírus. Também foi proposto que uma espécie alienígena bem sucediada seria um superpredador, como é o Homo sapiens.
Esta hipótese requer que pelo menos uma outra civilização tenha surgido no passado, e a primeira civilização não teria encontrado este problema. Igualmente à exploração, o extermínio de outras civilizações poderia ser feito com o uso de veículos espaciais autorreplicantes. Em tal cenário, mesmo que a civilização que criou tal máquina desparecesse, as sondas poderiam viver mais que seus criadores, destruindo outras civilizações por um longo período de tempo.

#### Teoria da inflação e o argumento da juventude
O cosmologista Alan Guth propôs uma solução envolvendo multi-universos para o Paradoxo de Fermi. De acordo com esta teoria universos jovens ultrapassam em muito os universos velhos (por um fator de e1037 para cada segundo de idade). Portanto, universos com civilizações terão quase sempre apenas uma, a primeira a se desenvolver.

### Eles existem, mas nós não vemos as evidências
Teorias deste tipo dizem que civilizações tecnológicas extraterrestres existem, mas os humanos não conseguem se comunicar com elas devido à restrições: problemas de escala ou de tecnologia; porque elas não querem se comunicar ou porque sua natureza é muito diferente da nossa para permitir qualquer comunicação significativa ou, talvez, mesmo para ser reconhecida como tecnologia.

#### Comunicação é impossível devido a problemas de escala

##### Civilizações inteligentes estão muito separadas, no espaço ou no tempo

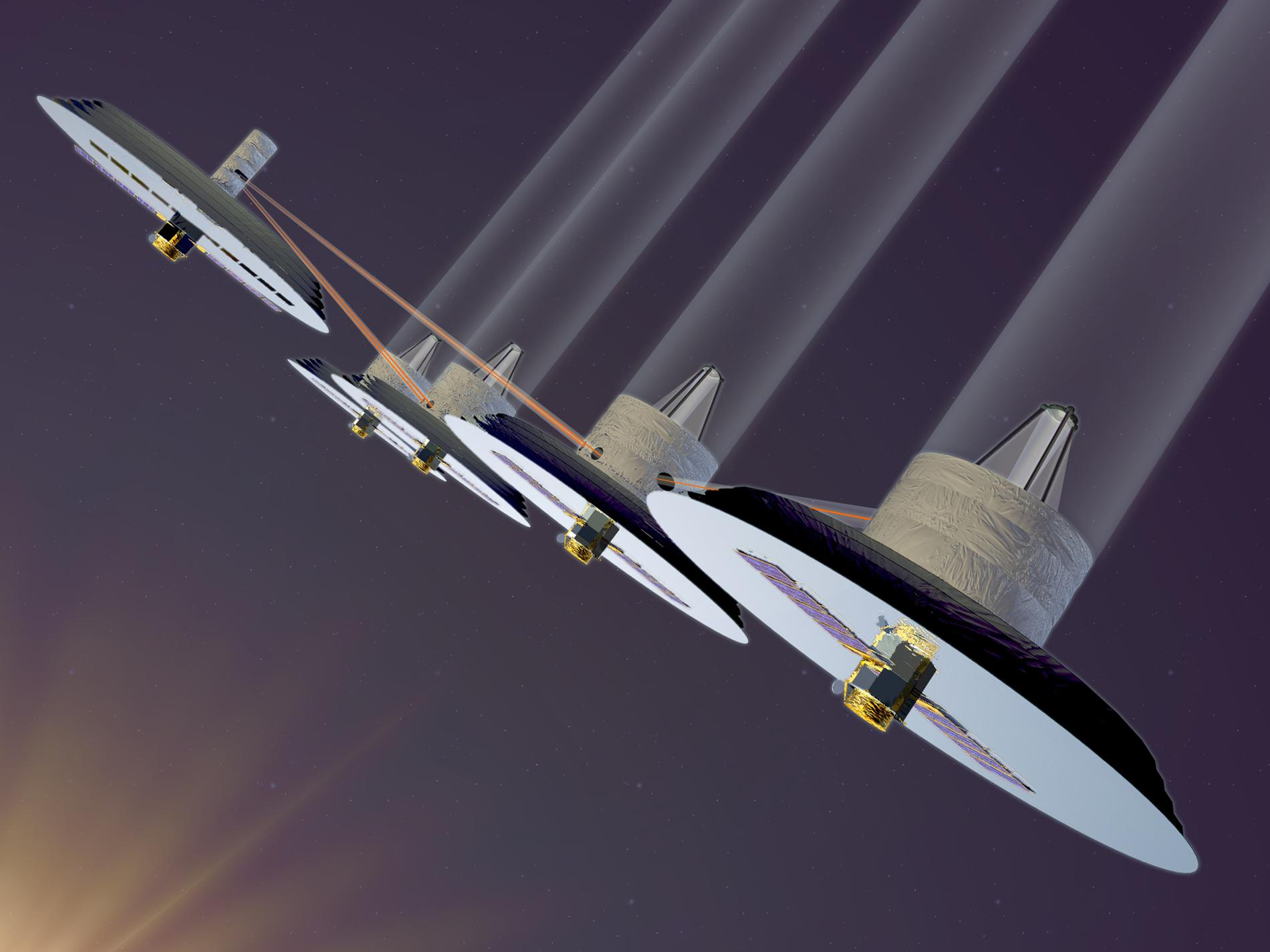
Concepção artística da sonda Terrestrial Planet Finder, feita pela NASA.

Pode ser que civilizações alienígenas capazes tecnologicamente existam, mas estejam muito distantes uma da outra para qualquer comunicação significativa. Se duas civilizações estão separadas por vários anos-luz de distância, é possível que uma das, ou ambas as, culturas se tornem extintas antes que qualquer diálogo significativo seja estabelecido. Buscas humanas podem ser capazes de detectar sua existência, mas comunicação permanece impossível devido à distância. Este problema pode ser diminuído se o contato/comunicação  é feito através de uma sonda de Bracewell. Neste caso pelo menos uma das civilizações obteria informação significativa. Alternativamente, pode acontecer de uma civilização simplesmente transmitir seu conhecimento e deixar a cabo do receptor interpretar as mensagens, de maneira similar à transmissão de informações de civilizações antigas para o presente, e a humanidade empreendeu atividades similares, como a mensagem de Arecibo, que transmitiu informações sobre a espécie humana mesmo que a humanidade nunca receba uma resposta. Também é possível que evidências arqueológicas de civilizações passadas possam ser detectadas através de uma exploração espacial mais profunda - especialmente se eles deixarem para trás estruturas grandes como as esferas de Dyson.
O problema da distância é formado pelo fato que escalas de tempo propiciando uma "janela de oportunidade" para detecção ou contato podem ser muito pequenas. Civilizações avançadas podem surgir e desaparecer periodicamente por toda a galáxia, mas este pode ser um evento relativamente tão raro que as chances de duas ou mais civilizações existirem ao mesmo tempo são baixas. Pode ter havido vida inteligente na galáxia antes do surgimento de vida na Terra, e outras podem surgir após sua extinção, mas é possível que os seres humanos sejam a única civilização inteligente em existência neste momento.
Um argumento relacionado afirma que outras civilizações existem, e estão transmitindo e explorando, mas seus sinais e sondas simplesmente ainda não chegaram. Críticos, entretanto, afirmam que isto é improvável, já que necessitaria que o avanço da humanidade ocorresse em um ponto muito especial no tempo, enquanto a Via Láctea está em um estado de transição de vazia para cheia. Esta é apenas uma pequena fração do tempo de vida de uma galáxia e a probabilidade de que nós estejamos no meio desta transição é considerada baixa no paradoxo. Trabalhos na teoria do neocatastrofismo, onde dinâmicas galáticas são frequentemente vistas como possivelmente perigosas às biosferas existentes de um modo que é análogo às catástrofes geológicas e climatológicas que ocasionalmente impediram o desenvolvimento biológico na Terra, podem ser dados como uma solução parcial, se não completa, ao paradoxo.

##### É muito caro se espalhar fisicamente pela galáxia
Muitas suposições sobre a habilidade de uma cultura alienígena de colonizar outras estrelas são baseadas na ideia de que a viagem interestelar é viável. Enquanto o entendimento atual das leis da física descarta a possibilidade de viagem mais rápida que a luz, não há nenhuma grande barreira teórica contra a construção de naves interestelares "lentas".
É possível, entretanto, que o conhecimento científico atual não seja capaz de calcular corretamente os custos e viabilidade de tal colonização interestelar. Barreiras teóricas podem não ser ainda entendidas e os custos dos materiais e energia para tais empreendimentos podem ser tão altos que torna improvável que qualquer civilização possa se dispor à tentá-los. Mesmo que a viagem interestelar e colonização sejam possíveis, eles podem ser difíceis, levando a um modelo de colonização baseado na teoria da percolação. Nesses modelos de percolação,  a colonização não ocorre como uma difusão uniforme, mas sim como um fractal cheio de buracos não colonizados. A explicação para o Paradoxo de Fermi seria que nós residimos em um desses vazios não colonizados. Uma predição do modelo é que, dado isso, não devemos ter civilizações adiantadas em nossa vizinhança e buscas do tipo SETI podem estar fadadas ao fracasso.
Um argumento similar afirma que a viagem interestelar pode ser possível mas é muito mais cara do que comunicação interestelar. Além disso, para uma civilização avançada, a viagem poderia ser substituída por comunicação, através de upload de mente e outras tecnologias similares. Portanto a primeira civilização pode ter explorado fisicamente ou colonizado a galáxia, mas civilizações posteriores acham que é mais barato, rápido e fácil viajar e conseguir informações contactando civilizações já existentes, ao invés de explorar fisicamente ou colonizar a galáxia eles próprios. Neste cenário, já que há pouca ou nenhuma viagem física e comunicações diretas são difíceis de se ver exceto aos destinatários da mensagem, várias civilizações tecnológicas estariam se comunicando mas com poucos sinais visíveis  de distâncias interestelares.

##### Os seres humanos não procuraram por tempo suficiente
A capacidade da humanidade de detectar e compreender vida extraterrestre inteligente existiu por apenas um curto período de tempo, de 1937 em diante, se a invenção do radiotelescópio for considerada como a linha divisória - além disso, a espécie humana, Homo sapiens é geologicamente recente. Todo o período da existência humana até hoje (em torno de 200 mil anos) é um período de tempo muito curto em uma escala cosmológica, enquanto que as transmissões de rádio só começaram a se propagar a partir de 1895. Assim, é possível que os seres humanos não tenham procurado por tempo suficiente para encontrar outras civilizações nem tenham estado em existência por tempo suficiente para serem encontrados.
Há um milhão de anos não havia nenhum Homo sapiens para um emissário alienígena encontrar e quanto maior o recuo no tempo que se considera, cada vez há menos indicações de que vida inteligente se desenvolveria na Terra. Em um universo grande e já antigo, uma espécie alienígena poderia ter muitos planetas mais promissores para visitar e revisitar. Mesmo que emissários alienígenas tenham visitado a Terra em tempos recentes, eles podem ter sido interpretados por culturas humanas primitivas como sendo entidades sobrenaturais.
Uma variação desse argumento diz que os homens não procuraram o suficiente, independentemente do tempo de vida da espécie.

#### A comunicação é impossibilitada por razões técnicas
Outras teorias ainda dizem que a vida extraterrestre não pode ser encontrada devido à limitações em nossas tecnologias atuais e que, caso haja melhorias significativas nas mesmas, o trabalho seria facilitado. As teorias deste tipo estão listadas a seguir.

##### Os homens não estão ouvindo corretamente
Os programas de busca SETI são baseados em algumas suposições que podem fazer os pesquisadores perderem sinais que estão presentes. As buscas de rádio, por exemplo, não captariam feixes de dados altamente comprimidos (que seriam praticamente indistinguíveis de "ruído branco" para alguém que não entenda o algoritmo de compressão usado). Extraterrestres também poderiam usar frequências que cientistas pensem ser improváveis de carregar sinal, ou frequências que não consigam penetrar na nossa atmosfera, ou mesmo estratégias de modulação que não estão sendo pesquisadas. Os sinais poderiam estar em uma taxa de dados muito rápida para nossos aparelhos eletrônicos manipularem ou muito lentas para serem reconhecidas como tentativas de comunicação. Técnicas "simples" de transmissão podem ser empregadas, mas enviadas de estrelas fora da sequência principal, que são pesquisadas com prioridade menor; os programas atuais assumem que a maioria da vida alienígena estará orbitando estrelas parecidas com o Sol.
O maior problema é o tamanho da área que precisaria ser analisada (abrangendo todo o universo visível), a quantia limitada de recursos usados para buscas e a sensibilidade dos instrumentos modernos. O SETI estima que com um radio telescópio tão sensível como o de Arecibo, as transmissões de rádio e televisão da Terra só seriam detectáveis à até 0,3 anos-luz de distância. Claramente detectar uma civilização alienígena no mesmo nível que a da Terra seria difícil. Um sinal é muito mais fácil de detectar se a energia do sinal for focalizada em uma estreita faixa de frequências e/ou dirigida a uma parte específica do céu. Tais sinais podem ser detectados a uma distância variando de centenas até dezenas de milhares de anos-luz de distância. Isso significa que um detector deve ouvir um intervalo apropriado de frequências e estar na região do espaço para onde o sinal está sendo enviado.
Para detectar civilizações alienígenas através de emissões de rádio, observadores da Terra precisam de aparelhos mais sensíveis ou a coincidência de alguns eventos casuais: que as emissões de rádio alienígenas sejam muito mais fortes que a nossa; que as buscas SETI estejam procurando nas frequências e regiões certas do céu; ou que alienígenas enviem transmissões focalizadas (como as de Arecibo) para a nossa direção geral.

## Sugestões de leitura
- Ben Zuckerman and Michael H. Hart, Extraterrestrials: Where Are They? ISBN 0-521-44803-4
- Savage, Marshall T. (1992). The Millennial Project: Colonizing the Galaxy in 8 Easy Steps. Denver: Empyrean Publishing. ISBN 0-9633914-8-8
- Webb, Stephen (2002). If the Universe Is Teeming with Aliens… Where Is Everybody?. [S.l.]: Copernicus Books. ISBN 0-387-95501-1
- Michaud, Michael (2006). Contact with Alien Civilizations: Our Hopes and Fears about Encountering Extraterrestrials. [S.l.]: Copernicus Books. ISBN 978-0-387-28598-6
- Evolving the Alien: The Science of Extraterrestrial Life